# Vilains Félins
Pour plus de détails, voir Fiche technique et Distribution.
Vilains Félins (Kit for Cat) est un cartoon américain de la série Looney Tunes réalisé par Friz Freleng et sorti en 1948.
Il met en scène Sylvestre le chat pour la première fois sous ce nom et Elmer Fudd sans ses habits de chasse. Le court métrage semble inspiré[réf. nécessaire] de Tends la patte (1941), un court métrage des studios Disney avec Mickey Mouse et Pluto.

## Synopsis
Sylvestre, chat de gouttière, fouille dans les poubelles dans le but de se nourrir. Mais un chaton vient dans son « côté de la rue » et se fait jeter dans une poubelle. Sylvestre, par le vent frais, trouve refuge chez Elmer qui l'accueille généreusement. Mais le chaton vient également se réfugier chez lui.
Elmer dit aux deux chats que le lendemain, il fera un choix qui décidera lequel des deux restera (il dit qu'il ne peut pas garder les deux). Sylvestre essaie alors d'appeler le chaton pour renverser du lait et casser une bouteille de verre. Mais Elmer pense que ce dernier avait faim et lui donne alors de la nourriture.
Après plusieurs autres plans ratés, Elmer menace à Sylvestre de le sortir dehors s'il entend encore un seul bruit. Sylvestre ayant mis un protège-oreilles à Elmer, il surprend le chaton de vouloir tirer un coup de fusil qu'il bouche avec ses doigts. Puis le chaton joue du tambour et claque les portes de la maison. Après avoir fait du bruit avec la radio, le piano et la cloche d'Elmer, ce dernier et les deux chats sont expulsés de la maison pour dérangement nocturne.

## Fiche technique
- Titre original : Kit for Cat
- Titre français : Vilains Félins
- Réalisation : Friz Freleng
- Scénario : Michael Maltese et Tedd Pierce
- Décors : Paul Julian
- Layout : Hawley Pratt
- Animation : Gerry Chiniquy, Ken Champin, Manuel Perez, Virgil Ross, Pete Burness
- Musique :  Carl Stalling
- Production : Eddie Selzer
- Société de production : Warner Bros. Cartoons
- Pays de production :  États-Unis
- Langue : anglais
- Format : couleur (Technicolor) - 35 mm - son mono
- Durée : 7 min.
- Date de sortie :
  - États-Unis : 6 novembre 1948

## Distribution

### Voix  originales
- Mel Blanc : Sylvestre
- Arthur Q. Bryan : Elmer Fudd
- Bea Benaderet : Béatrice

### Voix françaises
- Patrick Préjean : Sylvestre
- Patrice Dozier : Elmer Fudd